# Site Natura 2000 de Kýthnos
Le site Natura 2000 de Kýthnos est situé dans la partie nord-ouest de l'île, dans les Cyclades en Grèce.

## Régime de protection
La zone est incluse dans le réseau écologique européen des zones protégées Natura 2000 en tant que zone de protection spéciale (ZPS), appelée « Nord-ouest de Kýthnos : Mont Athéras - Cap Kéfalos et zone côtière » et codée GR4220010.

## Caractéristiques
Le site a une superficie de 29,04 km2, dont environ 25 % sont marins.
Il appartient à la formation géologique des Cyclades du Nord et plus précisément à la zone géologique des Cyclades de l'Attique. La zone part de la surface de la mer et atteint le sommet du mont Kakóvolo à 355 mètres d'altitude. Le littoral, long de 22 km, est accidenté avec de nombreuses petites baies et la présence de grottes marines.
Dans la partie sud de la zone protégée, la formation géographique du tombolo est située entre l'île de Vryókastro et le continent.
Dans la région, on trouve également un vaste réseau de formations rocheuses sèches, qui servent d'abri à des serpents, des lézards, des mollusques et d'autres espèces.
Les précipitations annuelles moyennes sur l'île, environ 600 mm, sont parmi les plus élevées des Cyclades. La température annuelle moyenne est de 19 °C.